# Първа месемврийска грамота
Първа месемврийска грамота e дарствена грамота, издадена от българския цар Иван Александър за манастира „Света Богородица Елеуса“ при Месемврия, с която на манастира се предоставя данъчен имунитет и независимост от месемврийския архиепископ.
Грамотата е била написана на гръцки език и не е съхранена в оригинал, а под формата на препис, издаден за първи път през 1891 г. от гръцкия учен Атанасиос Пападопулос-Керамевс, който го открива заедно с преписи на още две гръкоезични грамоти на Иван Александър в един кодекс от патриаршеския метох в Цариград. В този кодекс грамотата е озаглавена [Препис] от българския хрисовул в манастира Елеуса. През есента на 1943 г. Иван Дуйчев открива втори препис на същата грамота в друг кодекс от библиотеката на Великата лавра „Свети Атанасий“ в Света гора. В края на този препис е посочено, че след текста на грамотата е следвал подписът на царя на българите с червени букви.
Първата месемврийска грамота не е датирана, но според сведенията в нея тя е издадена през 9-и индикт, по времето, когато българският цар е владял Месемврия. В периода 1332 – 1366 г., когато Иван Александър е владял Месемврия, 9-и индикт се е падал през 1341 г. и през 1356 г., като всяка от двете години би могла да е годината, в която е съставен хрисовулът. Според едно мнение, по-вероятно е грамотата да е съставена през 1341 г., откогато датира един ктиторски надпис върху икона, подарена на манастира „Света Богородица Елеуса“ от чичото на Иван Александър – Самуил. Надписът гласи : „В годината 6850 [=1341] и аз, възлюбеният и роден чичо на всевъзвишения цар Иван Александър, възобнових всечестния и божествен храм на преблагословената Владичица наша Богородица на Умилението“. Много е вероятно хрисовулът да е бил издаден именно във връзка с подаряването на иконата през 1341 г., но липсват категорични сведения, които да потвърждават това. Освен това по-ранната година се приема за подходяща за датирне на грамотата, тъй като подобни грамоти, с които се потвърждават правата и привилегиите на различни манастири, владетелите са издавали предимно в началото на своето управление. От друга страна, в полза на по-късната 1356 г. се приема споменатото в грамотата нашествие на различни народи, което би могло да е препратка към първите нападения на турците, които Иван Александър заплашил с война според житието на свети Теодосий Търновски от патриарх Калист.
Въпреки че още откривателят на първия препис на грамотата приписва авторството ѝ на цар Иван Александър, което мнение се затвърждава и сред повечето български изследователи на документа, съдържанието на грамотата, нейната анонимност и липсата на категорична датировка са причина нейното авторство и оригиналност да бъдат оспорени от професор Петър Мутафчиев. Въз основа на анализа си върху съдържанието и стила на грамотата Петър Мутафчиев изказва становището, че документът е изкусен фалшификат, дело на някой от монасите на манастира „Елеуса“, който трябва да е живял по-късно от времето, към което е искал да отнесе издаването на хрисовула, тъй като стилът и езикът на документа изключват той да е съставен по-рано от втората половина на XIV век. Съмненията на Мутафчиев и доводите му срещу оригиналността на хрисовула се отхвърлят от Иван Дуйчев, според когото автентичността на грамотата и нейното авторство са безспорни, а датировката ѝ към 1341 г. също изглежда логична.